# Élections municipales en Bulgarie
 (juillet 2016).

## Élections de 1991
C'est en 1991 qu'ont eu lieu les premières élections municipales libres après la fin du régime communiste de parti unique.

## Élections partielles de 2005
Des élections partielles pour le poste de maire vont avoir lieu le 29 octobre 2005 dans sept municipalités bulgares (Sofia, Sevlievo, Roussé, Devnja, Panagjurište, Peštera, Mizija et Razgrad) sur 264 ainsi que dans trois villages. Ces élections interviendront dans la foulée des législatives du 25 juin 2005. La loi bulgare interdit en effet le cumul d'un mandat de parlementaire ou de membre du gouvernement avec celui de maire. En Bulgarie, comme en Italie, le maire est élu au suffrage universel direct, par un scrutin majoritaire à deux tours distinct de celui du conseil municipal, qui se fait à la proportionnelle.
D'après Miroslava Janova, directrice de l'Institut MBMD pour le marketing et les études sociales interviewée par la radio nationale bulgare, ces élections seront, comme celles de 2003, marquées du sceau de la personnalisation du choix des électeurs plutôt que par leur adhésion à un parti politique. Dans cette perspective, elle estime que la candidature indépendante de Venceslav Dimitrov à la mairie de Sofia présente un lourd handicap: sa longue carrière politique. Pour elle, "le candidat susceptible de réussir sera quelqu'un de jeune, une personne pleine de vigueur avec des idées neuves".
Un des enjeux de ces élections sera la question de la réunification de la droite bulgare, actuellement divisée en au moins 9 partis différents, représentés au parlement par deux coalitions, l'Union des forces démocratiques (UFD, 5 partis) et l'Union populaire bulgare (UPB, 3 partis), et un parti, les Démocrates pour une Bulgarie forte (DBF). Le dirigeant du DBF, l'ancien (1997-2001) premier ministre Ivan Kostov, a d'ores et déjà hypothéqué cette réunification en annonçant dès le 18 août le nom du candidat de son parti à la mairie de Sofia, un ancien gouverneur de la Banque nationale, sans concertation préalable avec les deux autres groupes, auxquels il a d'ores et déjà demandé de soutenir ledit candidat.
La campagne électorale officielle débutera le 3 octobre et les autres partis n'ont pas encore pris de décision quant à leurs candidats, les partis de droite (sauf le DBF) se réuniront le 1er septembre afin de prendre une décision. Deux des trois partis de la nouvelle coalition gouvernementale, le Parti socialiste bulgare, le Mouvement national Siméon II envisagent diverses candidatures pour Sofia, notamment celles d'anciens ministres.

## Élections de 2007
Les élections municipales générales ont eu lieu le 28 octobre 2007, près d'un an après l'entrée de la Bulgarie dans l'Union européenne. Le gouvernement sortant avait rédigé en mai 2005 un projet de loi visant à permettre aux résidents ressortissants de pays membres de l'Union européenne de voter et d'être candidats à ces futures élections, en conformité avec le Traité de Maastricht.
La victoire du parti populiste de droite, le GERB, est nette dans les grandes villes comme Sofia, où le maire sortant, Boïko Borissov, est réélu dès le premier tour, dans la deuxième ville du pays, à Plovdiv avec les 55,9 % de Slavčo Atanasov, et même à Bourgas sur la mer Noire où le candidat du GERB, D. Nikolov, obtient 42,6 % contre 22,8 pour Ataka, et 40,5 % à Vidin, deux villes que le GERB gagne au second tour. La droite classique garde Pleven (H. Zelonogorski et 50,31 %) et Veliko Tărnovo, où le sortant Rumen Račev a 6 points d'avance sur le candidat du GERB. Les anciens communistes du PSB gardent Varna, perdent des villes moyennes symboliques comme Stara Zagora, mais gardent in extremis Šumen et Roussé. Le « parti turc » MDL se maintiennent à Kărdžali. À Blagoevgrad, le second tour voit la victoire du PSB.
Le chef du GERB, le maire réélu de Sofia Boïko Borissov, prétend que son parti s'est hissé à la première place en se fondant sur les 591 969 voix qu'il a obtenues face aux 512 230 du PSB. Le premier ministre, Sergej Stanišev du PSB s'est félicité, quant à lui, d'être la première force du pays avec 21,21 % des voix et 1,114 conseils municipaux. La campagne et les petites villes ont maintenu leur confiance au parti au pouvoir mais les grandes villes l'ont boudé, sans doute en raison de la dure grève des enseignants et de la morosité économique ambiante.
La droite divisée obtient respectivement : le GERB 17,44 % et 924 mairies, l'UFD 2,25 % et 136 mairies, le DBS 2,05 % et 108 mairies. Soit une droite si elle était unie à 21,71 % et 1168 mairies. L'extrême droite (Ataka) obtient 8,31 % et 440 mairies.
Les 2 alliés du PSB au Parlement et au gouvernement : le parti monarchiste de l'ancien roi Siméon II, le NDSV, obtient 2,67 % et 141 mairies. Et le parti de la minorité turque, le MDL, obtient 14 % et 740 municipalités.